# Horto (Ipatinga)
Horto é um bairro do município brasileiro de Ipatinga, no interior do estado de Minas Gerais. Localiza-se no distrito-sede, estando situado na Regional II. Segundo o censo demográfico de 2022, realizado pelo Instituto Brasileiro de Geografia e Estatística (IBGE), sua população era de 2 659 habitantes e havia 1 043 domicílios particulares permanentes ocupados. Possui área de 2,3 km² conforme a prefeitura, o que inclui a extensão conhecida como Santa Mônica.
A área é povoada desde meados da década de 1920, quando houve a construção da estação ferroviária atendida pela EFVM no então povoado de Córrego de Nossa Senhora ou Horto de Nossa Senhora. O atual bairro, no entanto, foi projetado pela Usiminas para abrigar os primeiros trabalhadores da siderúrgica na década de 50. Apesar de ter sido concebido como um conjunto residencial, configurou-se durante algum tempo como o principal núcleo urbano e comercial planejado de Ipatinga devido à proximidade com o complexo industrial e ainda é considerado um dos principais centros comerciais do município.
Dentre os atrativos, destaca-se a Igreja Nossa Senhora da Esperança, construída em 12 dias por trabalhadores da Usiminas em 1959, sendo tombada como patrimônio cultural de Ipatinga desde 1981. A Praça Engenheiro Carlos Jacinto Prates, situada em frente ao templo, está entre os principais espaços públicos da localidade. A Academia Olguin é outro patrimônio cultural municipal tombado e, depois de servir como restaurante da Usiminas, passou a sediar aulas de caratê e dança na década de 70.

## História

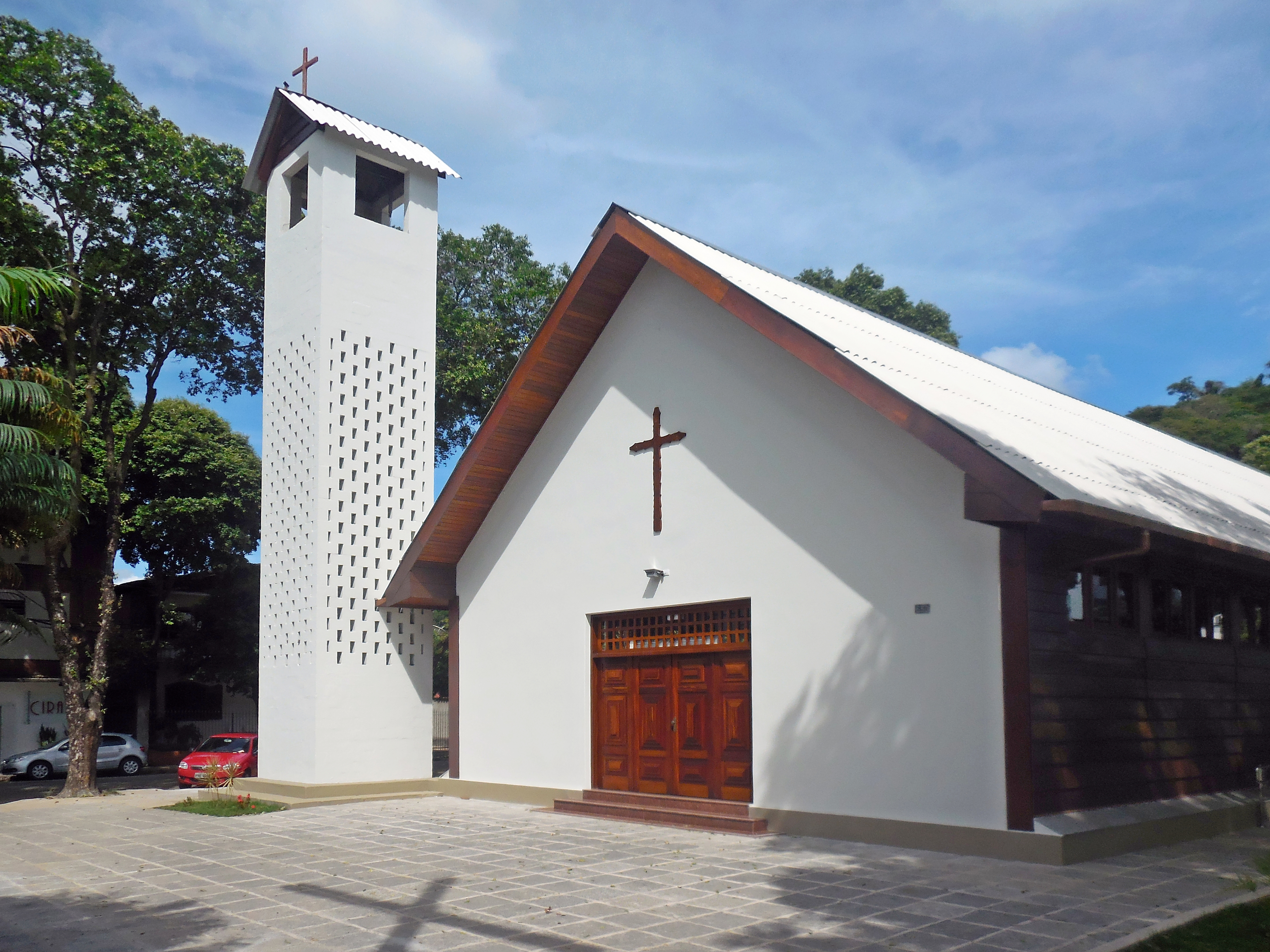
Fachada da Igreja Nossa Senhora da Esperança, construída em 1959.

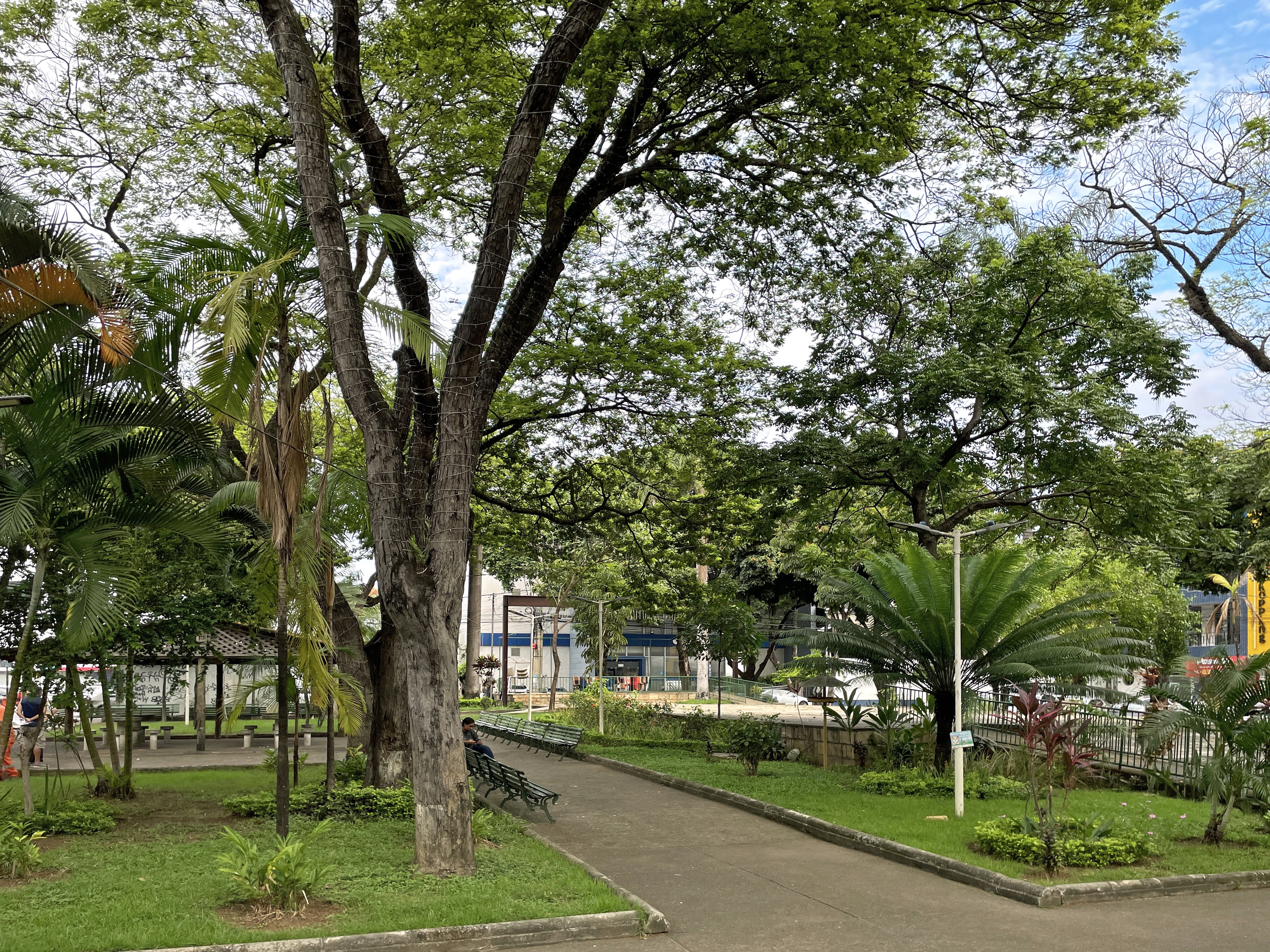
Praça Engenheiro Carlos Jacinto Prates

A região do atual bairro fora conhecida originalmente como Córrego de Nossa Senhora ou Horto de Nossa Senhora, onde foi construída a Estação Nossa Senhora, da Estrada de Ferro Vitória a Minas (EFVM), por volta de 1922. Neste ano, foi criada próxima do local a primeira farmácia da atual Região Metropolitana do Vale do Aço, pelo farmacêutico (e futuro político) Raimundo Alves de Carvalho, recém formado pela Escola de Farmácia da Universidade Federal de Ouro Preto (UFOP).
Com a instalação da Usiminas em Ipatinga, então distrito pertencente a Coronel Fabriciano, na década de 1950, houve a construção de bairros inteiros destinados a servir de abrigo aos seus trabalhadores, sendo o Horto o primeiro deles. Até essa ocasião, o povoamento contava com cerca de 60 casas e 300 habitantes. Várias dessas moradias pertenciam à Companhia Agrícola Florestal (CAF), algumas das quais foram aproveitadas pela Usiminas.
O projeto do bairro é datado de 1958, quando foi criado pela Usiminas o primeiro plano urbanístico da atual cidade, então chamada de Vila Operária, projetado pelo arquiteto Raphael Hardy Filho. O núcleo habitacional foi destinado inicialmente aos primeiros técnicos que chegavam à localidade para trabalhar na empresa e suas casas contavam com 201,95 m² de área construída, incluindo três quartos e dois banheiros. A menos de 2 km, à margem esquerda do rio Piracicaba, um conjunto dividido em duas regiões — um lado denominava-se Maringá e o outro Candangolândia —, onde atualmente está localizado o bairro Amaro Lanari, em Coronel Fabriciano, era destinado aos técnicos menos qualificados. Em 13 de dezembro de 1959, teve início a construção da Igreja Nossa Senhora da Esperança, que durou 12 dias e originalmente seria uma obra provisória, erguida com madeiras das matas locais. No ano seguinte, foi criada a Paróquia Nossa Senhora da Esperança.
Apesar do projeto de alojamentos pela Usiminas, a ocupação do bairro nos anos seguintes ocorreu de forma espontânea, tendo em vista a proliferação do comércio na localidade, principalmente após a inauguração da Igreja Nossa Senhora da Esperança. A loja Silas foi o primeiro estabelecimento comercial do Horto, onde eram vendidos eletrodomésticos e bicicletas. Atendido pela MG-4 (atual BR-381) e pela EFVM, o bairro configurou-se durante algum tempo como o principal núcleo urbano e comercial planejado de Ipatinga devido à proximidade com o complexo industrial da Usiminas, até o desenvolvimento da região do atual Centro da cidade. Além de habitações e outros serviços, a siderúrgica foi a responsável pela construção da agência dos Correios, posto de saúde, posto policial e agência do Banco Nacional, que ainda não existiam no Centro ipatinguense de atualmente, bem como o antigo terminal rodoviário. Pelo decreto municipal nº 528, de 22 de março de 1974, suas ruas receberam nomes de madeiras.

## Geografia e demografia

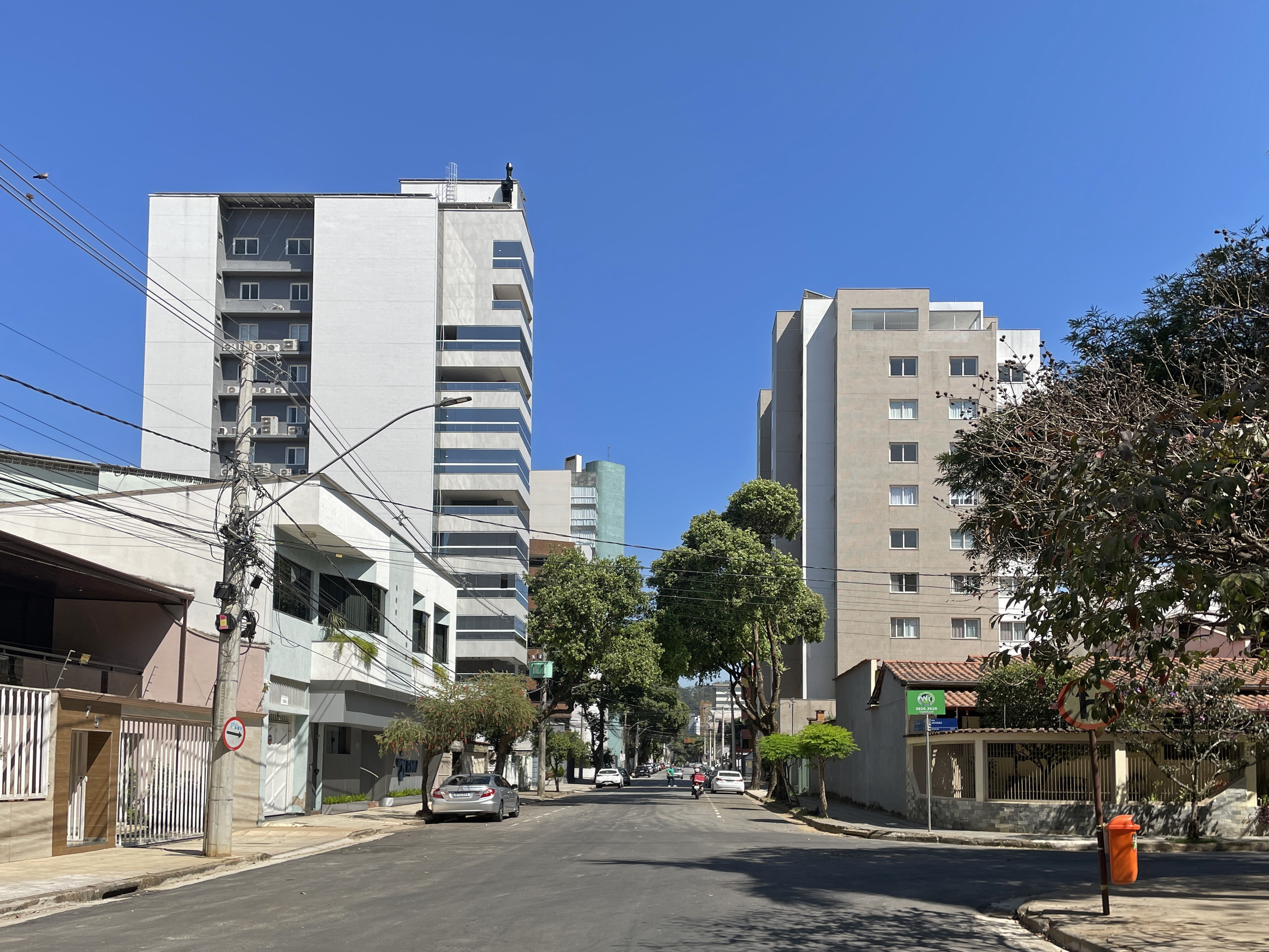
Casas e prédios residenciais na Rua Jequitibá

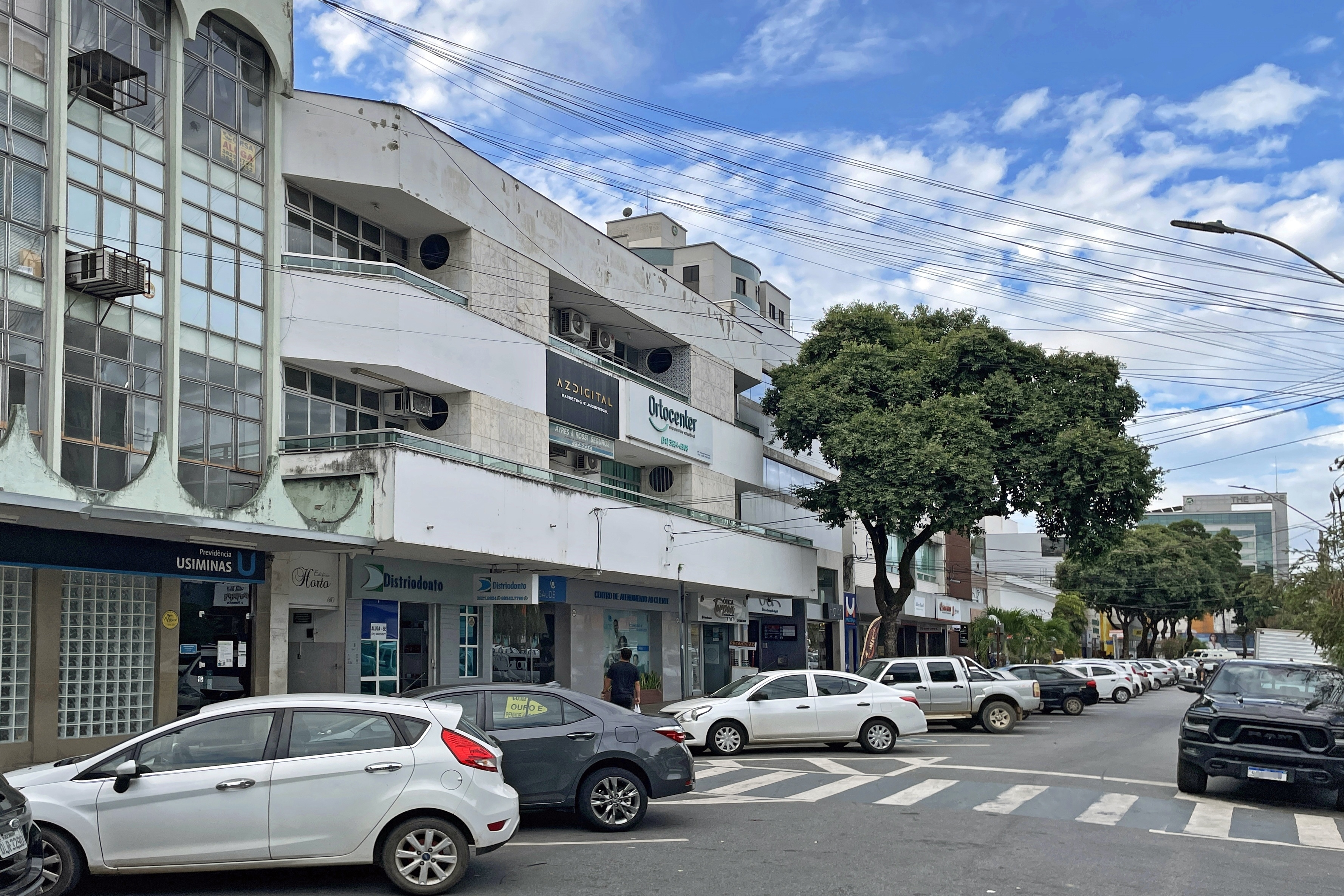
Comércio na Avenida Castelo Branco

O bairro Horto está localizado a oeste da zona urbana de Ipatinga. Tendo como referência o eixo rodoferroviário formado pela Estrada de Ferro Vitória a Minas e a Avenida Pedro Linhares Gomes (trecho urbano da BR-381 em Ipatinga), que são dispostas paralelamente, o bairro está situado em sentido oposto à Usiminas. O acesso à localidade é possível diretamente por meio da avenida supracitada ou por baixo de um viaduto por onde passa a mesma avenida e a via férrea, em direção ao bairro Bom Retiro. Trata-se do chamado mergulhão, que foi concluído na década de 1980.
A maioria das quadras do Horto foi projetada no sentido nordeste-sudoeste, enquanto que no Santa Mônica acompanham a base dos morros ao redor, em direção noroeste. A vegetação dos morros vizinhos atua como amortecedora da poluição oriunda do núcleo industrial da Usiminas. A arborização urbana é considerável, sendo relevante a presença dos ipês. A extensão conhecida como Santa Mônica está localizada em meio a um vale e seu relevo apresenta uma leve inclinação.
Nos morros ao redor do bairro existe um cinturão verde, que teve plantios realizados pela Usiminas após deslizamentos de terra causados pelas chuvas históricas de 1979. No entanto, já no século XXI, essa área foi vendida pela Usiminas para o setor imobiliário, que anunciou a construção de um condomínio de alto padrão no local. Essa possibilidade foi contestada e combatida pelos moradores do Horto, sob o temor da destruição da fauna, da flora e da capacidade de absorção da água das chuvas pelo solo.
Em 2022, a população foi estimada pelo Instituto Brasileiro de Geografia e Estatística (IBGE) em 2 659 habitantes e havia 1 043 domicílios particulares permanentes ocupados. Em 2010, havia 2 092 habitantes e 684 domicílios particulares. Apesar de ter sido projetada como um núcleo residencial e da tendência de verticalização para atender à demanda imobiliária, a localidade também é considerada um dos principais centros comerciais do município. O comércio está concentrado na Avenida Castelo Branco e nas ruas adjacentes. Com relação às práticas religiosas, a Igreja Nossa Senhora da Esperança representa a sede da Paróquia Nossa Senhora da Esperança, subordinada à Diocese de Itabira-Fabriciano.

## Infraestrutura

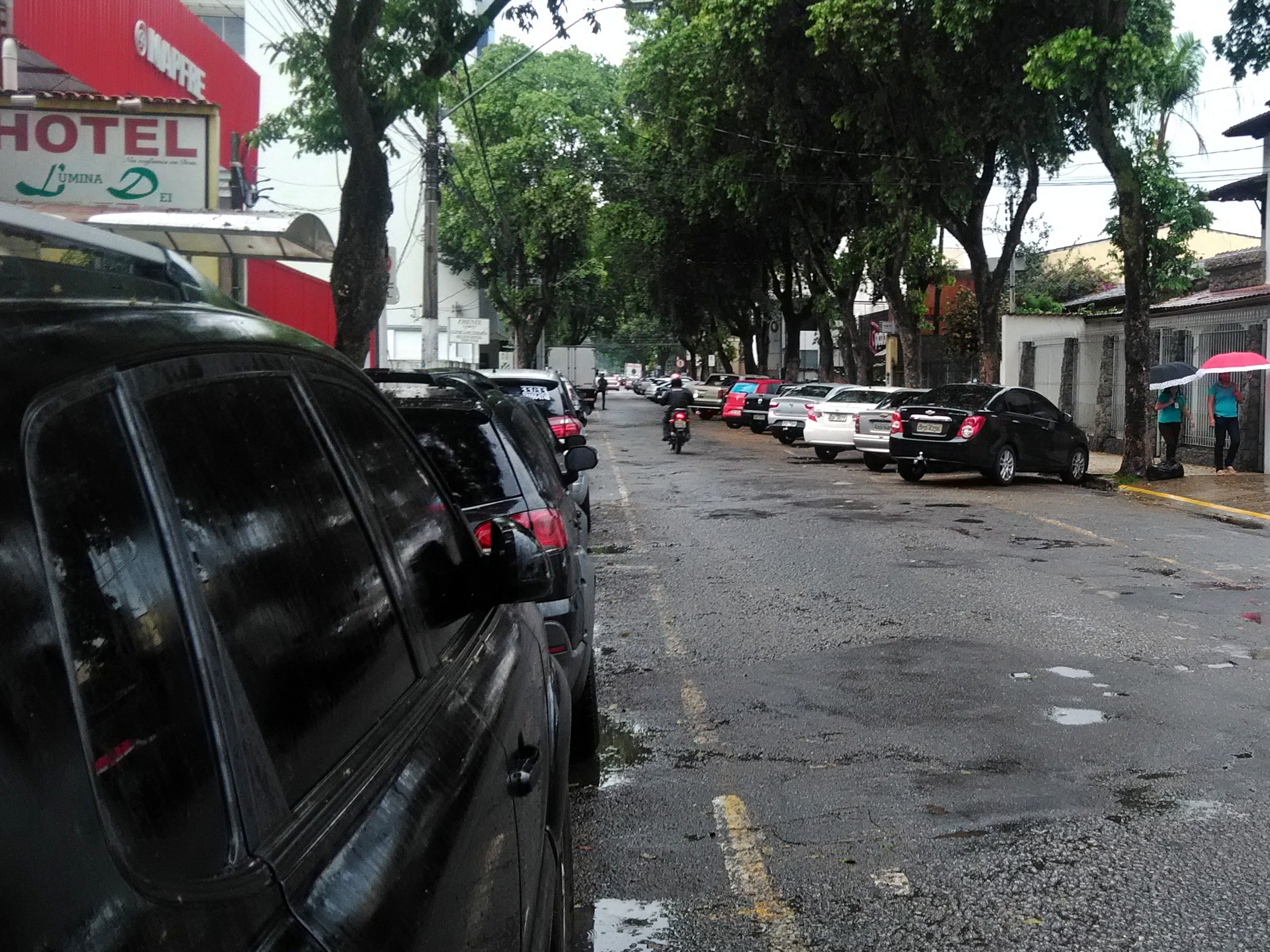
Via de mão única com veículos estacionados em área comercial no Horto

A principal escola localizada no bairro Horto é a Escola Estadual Engenheiro Márcio Aguiar da Cunha, que foi criada por intermédio da Usiminas através do decreto nº 7.889, de 1º de outubro de 1964, e cujo nome reverencia o engenheiro da siderúrgica e urbanista responsável pela construção de diversos empreendimentos na cidade até seu falecimento na queda do voo VASP 141, poucas semanas antes da criação do educandário. A instituição fornece o ensino fundamental regular. Também cabem ser ressaltadas a unidade de ensino técnico do Colégio São Francisco Xavier, a unidade da Faculdade Pitágoras e ainda instituições de educação infantil privadas. Na área da saúde, destaca-se a presença de clínicas particulares.
Desde abril de 2016, o bairro sedia uma sucursal da InterTV dos Vales, que até setembro de 2017 foi a sede da emissora até sua transferência para Governador Valadares. O serviço de abastecimento de água é feito pela Companhia de Saneamento de Minas Gerais (Copasa), enquanto que o fornecimento de energia elétrica é de responsabilidade da Companhia Energética de Minas Gerais (Cemig). Próximo ao Horto está localizada uma das estações de tratamento de águas residuais da Copasa que atendem a Ipatinga. Devido ao movimento comercial, o trânsito no interior da localidade é intenso e a disponibilidade de vagas para estacionar por vezes é escassa, o que gera prejuízos no comércio. Sendo assim, medidas como a adoção do sistema de estacionamento rotativo vêm sendo adotadas. Linhas regulares do transporte coletivo público municipal também servem ao Horto, bem como algumas linhas intermunicipais que conectam o bairro e Ipatinga aos municípios da Região Metropolitana do Vale do Aço.

## Cultura

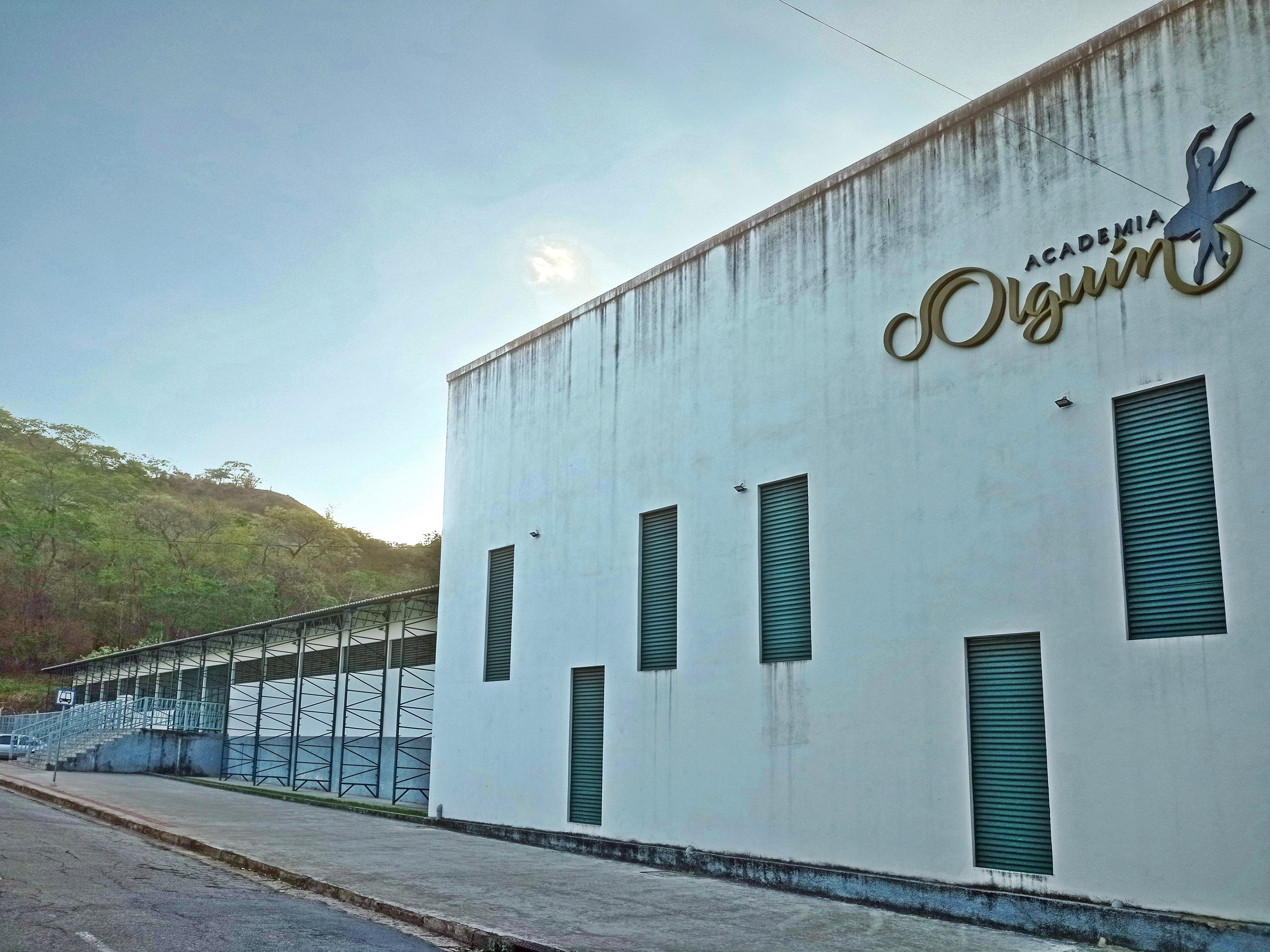
Fachada da Academia Olguin, edificação construída originalmente como refeitório para funcionários da Usiminas, posteriormente aproveitada como centro cultural.

A Igreja Nossa Senhora da Esperança configura-se como um dos principais atrativos do bairro Horto, tendo sido tombada como patrimônio cultural municipal pelo decreto nº 1.443, de 30 de dezembro de 1981. Em frente ao templo encontra-se a Praça Engenheiro Carlos Jacinto Prates, que é um dos principais espaços públicos do bairro e por vezes se torna palco de eventos e festividades abertos à população. Assim como a igreja, outro bem considerado como patrimônio cultural de Ipatinga é a Academia Olguin, que está localizada no Santa Mônica e cujo prédio foi construído inicialmente para servir como refeitório para operários da Usiminas. Posteriormente, a edificação foi cedida ao casal Zélia de Souza Olguin e Mathias Alberto Olguin, que criou no local um espaço para aulas de caratê e dança e apresentações teatrais inaugurado em 4 de dezembro de 1971 e tombado pela lei nº 1.764, de 24 de março de 2000.
A Paróquia Nossa Senhora da Esperança realiza procissões e missas especiais em ocasiões religiosas como a Semana Santa. A Casa de Teatro Perna de Palco, localizada no Santa Mônica, ocasionalmente sedia apresentações teatrais e produções cênicas. O Ipê Recanto Clube, além de clube recreativo, promove espaço para espetáculos musicais e eventos de abrangência local e regional, como festas juninas e festivais. O Hotel San Diego Suítes é um dos marcos do bairro Horto e também conta com auditório propício para receber eventos.